# Riso Scotti
Riso Scotti S.p.A. è un'azienda multinazionale alimentare italiana che raggruppa società specializzate nella coltivazione, lavorazione e trasformazione del riso e pasta. Fu fondata a Marudo nel 1860 da Pietro Scotti e oggi ha sede a Pavia.

## Storia

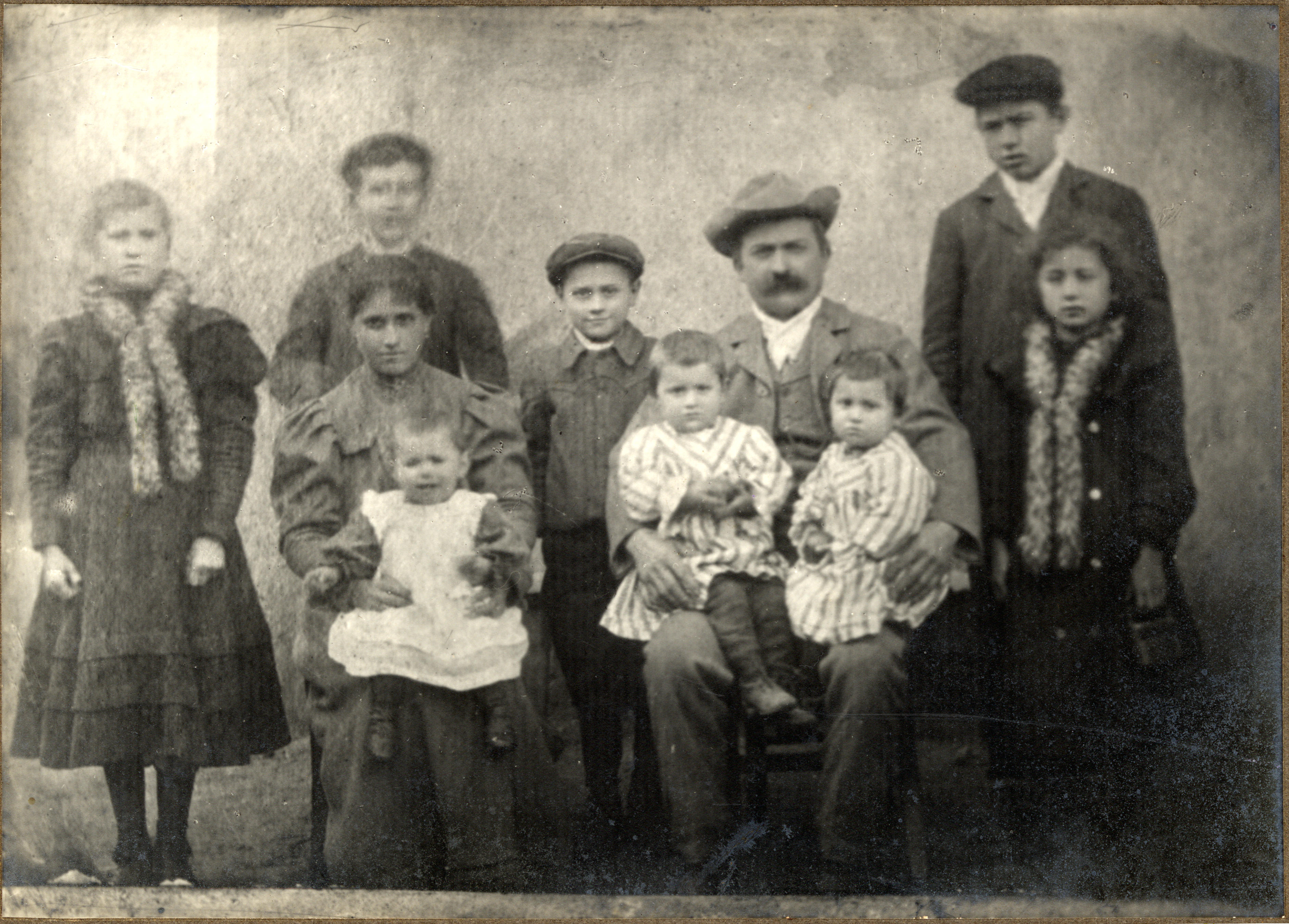
Pietro Scotti, fondatore dell'azienda Riso Scotti, con la famiglia nel 1860

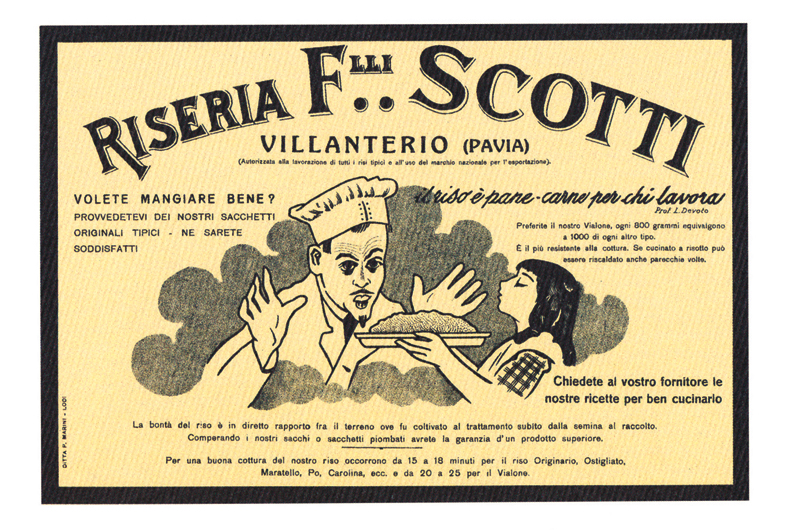
La prima etichetta dell'impresa Riseria F.lli Scotti, del 1890

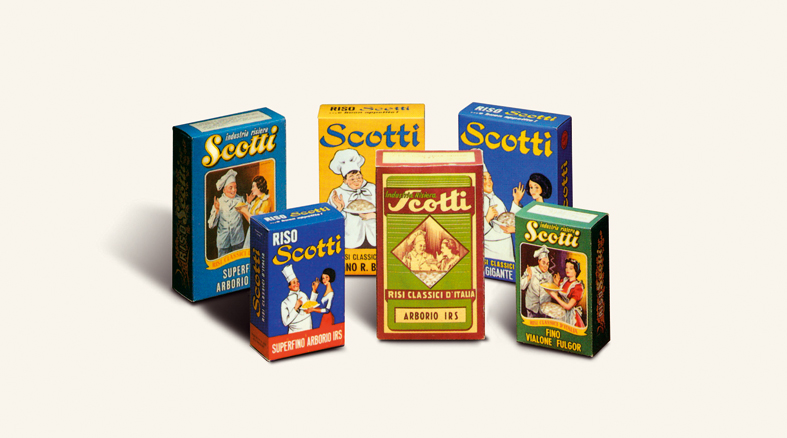
Le prime confezioni in cartoncino di Riso Scotti.

### Gli inizi
L'avvio dell'attività risale al 1860, presso un mulino con riseria a Marudo, ad opera di Pietro Scotti.
Nel 1890 Ercole Scotti, figlio di Pietro, si sposta a Villanterio, sulla Roggia Mulina, stabilendo la prima sede dell’impresa su una superficie complessiva di 1200 m². L’attività consiste, ai tempi, nella raccolta del riso grezzo presso i contadini della zona, per i quali Scotti lavora il cereale e lo commercializza anche verso terzi. Angelo e Gaetano, due degli otto figli del signor Ercole, seguono le orme paterne e collaborano all’attività occupandosi del trasporto del riso e sviluppando l’impresa da individuale a società di fatto, con il nome “F.lli Scotti”.
Per effetto dei mutamenti produttivi intervenuti con l'innovazione tecnologica e la meccanizzazione dell’attività, l’impresa è in grado di incrementare progressivamente la lavorazione e la trasformazione del riso e, da artigianale che era, diviene ben presto struttura industriale. All’impresa di famiglia, caratterizzata da crescenti successi, partecipano anche Ercole, Ferdinando e Giuseppe Scotti, figli rispettivamente di Gaetano ed Angelo.

### Nasce la Riso Scotti
Ferdinando Scotti, figlio di Angelo, nel 1952 diviene amministratore unico della società; nel 1953 acquista un vecchio molino con riseria in località Torretta a Pavia, lo ristruttura e vi trasferisce la sede della società. Nel 1956 la riseria diventa società per azioni e cambia denominazione da "F.lli Scotti" a "Riso Scotti S.p.A."; l'anno seguente modifica il metodo di confezionamento, passando dai sacchetti di carta agli astucci di cartoncino.
In questi anni avviene la trasformazione dell'impresa da artigianale ad industriale. Nel 1979 Angelo Dario Scotti, figlio di Ferdinando, fa il suo ingresso nell'attività di famiglia, prima dedicandosi all'ambito commerciale e marketing, poi, dal 1986, operando in qualità di amministratore delegato, e poi di Presidente, dopo la scomparsa del padre Ferdinando nel 2003.

### Il sottovuoto rivoluziona l'azienda
Alla fine degli anni '80 inizia il periodo di forte sviluppo aziendale e di gruppo, che conta oggi diverse aziende specializzate: nascono le aziende controllate e collegate e cominciano i primi investimenti pubblicitari. Nel 1992 Riso Scotti introduce il confezionamento in sacchetti di plastica sottovuoto, che avvia un processo di innovazione continuo mai più arrestatosi; dall'anno seguente viene avviato un piano triennale di pubblicità, scegliendo come testimonial il popolare conduttore televisivo Gerry Scotti (il quale non è imparentato con la famiglia Scotti, nonostante porti lo stesso cognome e sia originario delle stesse aree geografiche). Nel 2006 Gerry Scotti, in aggiunta al ruolo di testimonial pubblicitario, diventa anche socio con il 10% della Riso Scotti Snack, società nata nel 2001, specializzata nel fuoricasa e controllata dalla casa madre con il 65%. Nel giugno 2013 riceverà il premio alla carriera proprio per il suo essere stato testimonial del Riso Scotti.
Lo sviluppo dell’attività ha comportato prima l’acquisizione nel circondario di Pavia di aziende agricole che producono il cereale, poi l’ampliamento dello stabilimento originario di Via Torretta e successivamente, dal 2004, l’investimento e il trasferimento della produzione nella nuova struttura ubicata nella periferia orientale di Pavia, in località Bivio Vela.

### L'internazionalizzazione
Nel 2005 Riso Scotti avvia in Romania il «Progetto Danubio», un progetto agro-industriale volto all'internazionalizzazione del marchio; nel 2016 Valentina Scotti, figlia di Dario, assume la carica di Amministratore delegato di Riso Scotti Danubio.
Nell'agosto del 2013 Riso Scotti sigla un’alleanza industriale e commerciale con la multinazionale alimentare spagnola Ebro Foods che opera nel settore di riso, pasta e sughi, la quale acquista una quota azionaria del 25% del capitale di Riso Scotti, salita poi al 40%.